# Новостародубська волость
Новостародубська волость — історична адміністративно-територіальна одиниця Олександрійського повіту Херсонської губернії.
Станом на 1886 рік складалася з 4 поселень, 4 сільських громад. Населення — 10202 осіб (5152 чоловічої статі та 5050 — жіночої), 1933 дворових господарств.
|                    | Площа, десятин | У тому числі орної, дес. |
| ------------------ | -------------- | ------------------------ |
| Сільських громад   | 21914          | 16568                    |
| Казенної власності | 8471           | 2772                     |
| Іншої власності    | 215            | 94                       |
| Загалом            | 30610          | 11573                    |

Найбільші поселення волості:
- Новий Стародуб — містечко при річках Інгулець, Бешка та Овнянка за 21 верст від повітового міста, 2811 осіб, 545 дворів, православна церква, єврейський молитовний будинок, школа, земська станція, 3 лавки та 3 постоялих двори, 4 ярмарки: Георгіївський 23 квітня, Онуфріївський 12 червня, Іллінський 20 червня та Параскопіївський 14 жовтня. За 18 верст — лісова пристань.
- Петрове — село при річці Інгулець, 5357 осіб, 949 дворів, 2 православні церкви, школа, земська станція та 7 лавок, 4 ярмарки: Хрещенський, Покровський, Гаврилівський та Провідний, базари по неділях та святах.
- Чечеліївка — село при річках Інгулець та Верблюжка, 1812 осіб, 386 дворів, православна церква, школа, базари по неділях та святах.